# Communications Physics
Communications Physics — це рецензований міждисциплінарний науковий журнал із відкритим доступом у галузі фізики, фізичних наук та усіх наукових дисциплін, що досліджують питання, проблеми та виклики сучасної фізики.
Communications Physics видається Nature Portfolio з 2018 року. Редакційна колегія на 2023 рік складається з 39 науковців із різних наукових дисциплін фізики та фізичних наук, з академічних закладів з усього світу.

## Цілі та сфера застосування
Communications Physics — це журнал із відкритим доступом, який публікує високоякісні, відібрані редакцією та рецензовані наукові дослідження у фізиці, огляди та коментарі в усіх галузях фізичних наук. Дослідницькі статті, опубліковані в журналі, являють собою значні досягнення, що приносять нове розуміння спеціалізованої галузі досліджень фізики. Журнал входить в сімейство журналів Communications від бренду Nature, з першим та одним з найбільш цитованих в світі — Nature Communications, разом з Communications Biology, Communications Chemistry, Communications Materials, Communications Engineering, Communications Medicine, Communications Earth & Environment, Communications Psychology.
Редакція журналу прагне забезпечити форум спільноти для питань, важливих для всіх фізиків, незалежно від субдисципліни.
Сфера діяльності журналу охоплює всі галузі експериментальних, прикладних, фундаментальних і міждисциплінарних фізичних наук і включає (але не обмежується ними):
- Астрофізика і космологія
- Атомна і молекулярна фізика
- Біофізика
- Хімічна фізика
- Складні системи та мережева наука
- Фізика конденсованих середовищ
- Електроніка та фізика напівпровідників
- Енергетичні матеріали
- Гідродинаміка
- Фізика елементарних частинок
- Теорія інформації та обчислення
- Матеріалознавство
- Нанотехнології
- Ядерна фізика
- Оптика та фотоніка
- Фізика плазми
- Полімери та тонкі плівки
- Квантова фізика та квантові технології
- Фізика м'якої речовини та фізика м'яких конденсованих середовищ
- Статистична фізика, термодинаміка та нелінійна динаміка

Основні дослідження, опубліковані в Communications Physics, включають нові експериментальні результати, нові техніки, технології, методології та обчислювальні методи, які можуть вплинути на праці колег із суміжних субдисципліні. Журнал також розглядає матеріали з суміжних галузей досліджень, де основний прогрес дослідження становить інтерес для фізиків, наприклад, матеріалознавство, фізична хімія та технології.
Процесами подання та рецензування керують наші внутрішні професійні редактори за підтримки членів редакційної колегії, які надають технічні знання в усіх галузях фізичних наук. Журнал прагне швидкого поширення важливих результатів досліджень. Статті публікуються на постійній основі з мінімальним часом від прийняття до публікації.

## Редакційна колегія
Члени редакційної колегії Communications Physics є активними дослідниками, визнаними експертами у своїй галузі. Вони обробляють рукописи в межах своєї компетенції, контролюючи всі аспекти процесу рецензування від подання до прийняття. Члени редакційної колегії тісно співпрацюють з внутрішніми редакторами Nature Springer, щоб гарантувати, що всі рукописи підлягають єдиним редакційним стандартам і політикам журналу.

## Реферування та індексування
Журнал реферується та індексується за:
- Current Contents/Physical, Chemical and Earth Sciences
- Inspec
- Journal Citation Reports/Science Edition
- Science Citation Index Expanded
- Scopus

За даними Journal Citation Reports, імпакт-фактор журналу 2022 року становить 5,5, що ставить його на 16 місце серед 85 журналів у категорії «Фізика, багатопрофільна наука».